# Зичиуйфалу
Зичиуйфалу (на унгарски: Zichyújfalu) е село в област Фейер, Унгария в близост до Секешфехервар. Зичиуйфалу е с население от 909 жители и площ от 10,82 km². Пощенският код му е 8112, а телефонният – 22.
Разположено е на 125 m надморска височина в Среднодунавската низина, на 22 km изток от град Секешфехервар. Споменава се за пръв път през 1239 година, а от 1650 до 1945 година е владение на благородническата фамилия Зичи.